# Бал в доме Андзё
«Бал в доме Андзё» (яп. 安城家の舞踏会: андзё кэ-но бутокай; англ. A Ball at the Anjo House) — японский чёрно-белый фильм-драма, поставленный режиссёром Кодзабуро Ёсимурой в 1947 году. «Бал в доме Андзё» был назван лучшим фильмом 1947 года на церемонии вручения премий журнала «Кинэма Дзюмпо». Кинолента занимает 34 место в списке 150-ти лучших японских фильмов по результатам голосования, проведённого в 1989 году среди читателей издания «Бунгэй сюндзю». А по опросам среди ведущих кинокритиков популярного японского журнала о кино «Кинэма Дзюмпо», проводившихся в 1995, 1999 и 2009 гг. с той же целью — создание списка лучших японских кинолент за всё время развития национального кинематографа, фильм неуклонно продвигался в рейтинге вверх: в 1995-м — 77 место; в 1999-м — 49 место; в 2008-м — 36 место.

## Сюжет
После Второй мировой войны дворянство в Японии было упразднено. Действие киноленты происходит в доме семейства Андзё, некогда богатых и могущественных аристократов, а ныне вынужденных распродать всё своё имущество в счёт оплаты долгов. Младшая дочь хозяина дома, Ацуко просит о помощи у Тоямы, который в прошлом служил в их доме шофёром, а ныне он вполне успешный коммерсант. Тояма не прочь вложить деньги в покупку этого дома только лишь по той причине, что много лет влюблён в старшую из дочерей, Акико. Однако гордячка Акико не отвечает на его чувства, ибо он для неё, аристократки чистых кровей, всего лишь грязный шоферишка.  И не может быть и речи о продаже семейного особняка именно ему.
Семейство решает устроить последний бал, тем самым они хотят отметить прощание с прошлой жизнью. На балу, хозяин дома Тадахико Андзё, унижаясь перед своим кредитором, которому вынужден будет отдать дом в счёт оплаты долга, стоит пред ним на коленях, умоляя сжалиться и оставить его семейству особняк. Но он напрасно унижается, его не слышат и не идут ему на встречу. Мало того, новый хозяин, Синкава, разрывает ранее объявленную помолвку своей дочери с сыном хозяина дома Масахико. Единственная здравомыслящая в этом насквозь прогнившем семействе, младшая дочь Ацуко всё же  договаривается с Тоямой, который выкупает дом у нечистоплотного нувориша Синкавы. А Акико наконец-то понимает, что любит Тояму, и бежит за ним.
К концу бала, Ацуко объявляет гостям о помолвке её отца Тадахико Андзё с гейшей Тиё, взбудоражив тем самым собравшийся бомонд.

## В ролях
...Старшая дочь из разорившейся аристократической семьи бежит босиком по песку вслед за шофёром, служившим когда-то в их доме, — сцена эта поразительно напоминает заключительные кадры американского фильма «Марокко». Младшая сестра танцует последний вальс с отцом в зале опустевшего особняка. Белые занавеси колеблет морской ветер, врывающийся в окно. Некоторые говорят, что подобные сцены действуют на нервы. Но важно то, что, пока критики беспокоились о своих нервах, эффектная манера Ёсимуры всё больше «приземлялась», пока он не пришёл к выразительности, соответствующей содержанию.
- Сэцуко Хара — Ацуко Андзё
- Юмэко Айдзомэ — Акико Андзё
- Осаму Такидзава — Тадахико Андзё
- Масаюки Мори — Масахико Андзё
- Масао Симидзу — Синкава
- Акэми Сора — Кику, горничная в доме Андзё
- Синъити Химори — Такэхико Юри
- Тайдзи Тонояма — Ёсида
- Кэйко Цусима — Ёко Синкава
- Фумико Окамура — Масако Сёдзи
- Такаси Канда — Тояма
- Тиэко Мурата — Тиё, гейша (невеста Тадахико)

## Премьеры
- — национальная премьера фильма в Японии состоялась 27 сентября 1947 года[2].

## Награды и номинации
Премия журнала «Кинэма Дзюмпо» (1948)
- Премия за лучший фильм 1947 года.

Кинопремия «Майнити» (1948)
- Премия лучшему актёру 1947 года — Масаюки Мори.